# Henry O. Godwinn
Mark Canterbury (Washington, D.C., 16 de março de 1964) é um ex-lutador americano de wrestling profissional. Ele é mais conhecido por suas aparições na World Wrestling Federation (WWF, agora WWE) em meados e no final da década de 1990 sob o nome de ringue Henry O. Godwinn. Ele também é conhecido por suas aparições na World Championship Wrestling no início da década de 1990 como Shanghai Pierce.

## Carreira no wrestling profissional

### Início da carreira (1989-1992)
Canterbury foi treinado por George South e The Italian Stallion antes de estrear em 1989 sob o nome de ringue "Mean" Mark Canterbury. Ele rapidamente formou uma dupla com Dennis Knight, lutando sob o nome de Tex Slazenger.

### World Championship Wrestling (1992–1994)
Em outubro de 1992, a dupla começou a lutar na World Championship Wrestling, com Canterbury adotando o nome de ringue "Shanghai Pierce". Dusty Rhodes sugeriu que Canterbury usasse uma máscara porque sua boa aparência poderia torná-lo simpático demais para uma dupla heel. Eles permaneceram na promoção até 1994, com Pierce sendo forçado a tirar a máscara na edição de 29 de janeiro do WCW Saturday Night após perder para Johnny B. Badd.

### World Wrestling Federation (1994–1998)

#### Competição individual (1994-1995)
Em novembro de 1994, Canterbury entrou para a World Wrestling Federation (WWF), onde foi renomeado como "Henry Orpheus Godwinn" (as iniciais formando "H.O.G."; seu nome do meio "Orpheus" nunca foi mencionado na televisão) e recebeu a gimmick de um fazendeiro de porcos do Arkansas que levava um balde de "lavagem" para o ringue, que ele jogava sobre seus oponentes. Canterbury era originalmente um heel, e ajudou a Million Dollar Corporation em várias ocasiões. Quando o líder da Corporation, Ted DiBiase, foi questionado em um episódio do WWF Action Zone se Canterbury era ou não um membro da Corporation, DiBiase o insultou. Isso inspirou Canterbury a virar face ao jogar lavagem em DiBiase, o que levou a uma breve rivalidade entre Canterbury e o membro da Corporation Sycho Sid.
Godwinn entrou em uma rivalidade com o aristocrático Hunter Hearst Helmsley. A rivalidade culminou em dezembro de 1995 em uma "luta Arkansas Hog Pen", que Helmsley venceu e, após a qual, Godwinn jogou Helmsley na lavagem.

#### The Godwinns e Southern Justice (1996–1998)
Em janeiro de 1996, Canterbury se reuniu com Knight, que havia sido renomeado como Phineas I. Godwinn. A dupla foi retratada como primos (mais tarde irmãos) e ficaram conhecidos coletivamente como "The Godwinns". Os dois eram faces e eram gerenciados por Hillbilly Jim. Eles começaram uma rivalidade com os Body Donnas, com Phineas tendo uma queda por Sunny e a contratando como sua empresária. Eles derrotaram os Body Donnas pelo WWF Tag Team Championship. Eventualmente, Sunny os traiu e lhes custou os títulos. Os Godwinns entraram em rivalidade com os agora heels Smoking Gunns, em lutas perdidas. Em 1997, os Godwinns começaram um heel turn, dispensando Hillbilly Jim como empresário e adotando Uncle Cletus. Os Godwinns rapidamente conquistaram os títulos de duplas pela segunda vez dos Headbangers e iniciaram uma acirrada rivalidade com a Legion of Doom, na qual a equipe tentou quebrar o pescoço de Road Warrior Hawk. Eles eventualmente perderam os títulos para a LOD em uma luta no WWF Monday Night Raw, que colocava a carreira da LOD em jogo. Logo após essa luta, atacaram e demitiram Cletus.
Em 1997, em uma revanche entre os Godwinns e a Legion of Doom, Canterbury fraturou sua vértebra C7 ao cair de cabeça após receber o Doomsday Device. Os médicos aconselharam-no a descansar por quinze semanas, mas ele retornou ao ringue em menos de oito semanas.
Em 1998, Canterbury participou do Brawl for All, um torneio de lutas reais realizado pela WWF. Ele perdeu na primeira rodada para Bradshaw.
Mais tarde naquele ano, os Godwinns abandonaram a gimmick de fazendeiros de porcos, passando a usar seus nomes reais e trajes elegantes sob o nome "Southern Justice", atuando como seguranças de Tennessee Lee e Jeff Jarrett. Seis meses depois, Canterbury sofreu uma hérnia na vértebra C7 e um pinçamento de nervo espinhal, necessitando de uma cirurgia de fusão espinhal. Isso ocorreu como resultado de seu retorno prematuro ao ringue após a lesão no pescoço. Ele eventualmente deixou a WWF e se aposentou, devido à lesão no pescoço sofrida em setembro de 1998.

### Retorno a WWE (2006–2007)

#### Deep South Wrestling (2006–2007)
Em setembro de 2006, Canterbury participou de várias lutas de teste com a World Wrestling Entertainment. Em 15 de setembro de 2006, a WWE anunciou que ele havia assinado um contrato. Ele estreou na Deep South Wrestling em 30 de novembro como parceiro de dupla de Ray Gordy. Gordy era conhecido como Cousin Ray, e juntos reformaram os Godwinns. No entanto, como tanto Gordy quanto Drew Hankinson foram para a marca SmackDown, o papel de Godwinn permaneceu incerto.
Em 19 de maio de 2007, o Wrestling Observer noticiou que Canterbury havia sido dispensado de seu contrato de desenvolvimento.

### Circuito Independente (2009-2010)
Após um hiato de dois anos no wrestling, Canterbury retornou ao ringue como Shanghai Pierce em 2009. Ele perdeu para Jimmy Valiant em 7 de março de 2009, no evento da Bruiser Wrestling Federation em Farmville, Virgínia. Em 25 de julho de 2010, ele fez dupla com Frank Parker, sendo derrotados por Reid Flair e Ricky Morton no SSW WrestleFest 2010 em Kingsport, Tennessee.

### Retorno ao Wrestling (2017–2022)
Como Henry O. Godwinn, Canterbury fez aparições lutando pela IWC (International Wrestling Cartel) no meio do verão de 2021. Ele lutou em 5 de setembro de 2021 contra Chase Gold e Ella Shae com um parceiro de dupla aleatório em Elizabeth, Pensilvânia, no evento Unbreakable.

## Vida pessoal
Canterbury vive no Condado de Monroe, Virgínia Ocidental, e tem dois filhos, chamados Shane e Jordan. Jordan, com 14 anos de idade, foi acidentalmente baleado e morto por um amigo em 31 de outubro de 2003, em Pigeon Forge, Tennessee. Em 9 de novembro de 2011, Canterbury sofreu dois pulmões perfurados, treze costelas quebradas e uma perna quebrada em um acidente de carro.
Em julho de 2016, Canterbury foi nomeado como parte de uma ação coletiva movida contra a WWE, que alegava que os lutadores sofreram lesões cerebrais traumáticas durante seu tempo na empresa e que a companhia ocultou os riscos de lesão. O processo foi conduzido pelo advogado Konstantine Kyros, que esteve envolvido em vários outros processos contra a WWE. A juíza distrital dos EUA, Vanessa Lynne Bryant, rejeitou o caso em setembro de 2018.

## Títulos e prêmios
- International Championship Wrestling Alliance
  - ICWA Tag Team Championship (1 vez) – com Crash the Terminator[14]
- Pro Wrestling Federation
  - PWF Tag Team Championship (2 vezes) – com George South e Texas Outlaw[15]
- Pro Wrestling Illustrated
  - A PWI o colocou na posição  #106 dos 500 melhores lutadores da PWI 500 em 1996
- Wrestling Observer Newsletter
  - Pior dupla (1996, 1997) com Phineas I. Godwinn
- World Wrestling Federation
  - WWF Tag Team Championship (2 vezes) – com Phineas I. Godwinn
  - Slammy Award (1 vez)
    - Mais fedorento (1994) – emparado com Duke Droese